# NGC 1421
NGC 1421 (другие обозначения — MCG -2-10-8, IRAS03401-1338, PGC 13620) — галактика в созвездии Эридан.
Этот объект входит в число перечисленных в оригинальной редакции «Нового общего каталога».
Спиральные рукава NGC 1421 разрушаются, а в её северной части их разрушение практически завершилось. В галактике происходит крупномасштабное звёздообразование